# エルサレム攻囲戦 (紀元前63年)
エルサレム攻囲戦（エルサレムこういせん）は、紀元前63年に共和政ローマのグナエウス・ポンペイウスがハスモン朝ユダヤのエルサレムに対して行った攻城戦。ハスモン朝ではアリストブロス2世とヒルカノス2世による王権争いに起因する内紛が起こっており、第三次ミトリダテス戦争の勝利によって小アジアを支配した余勢を駆ってオリエント地域へと侵攻したポンペイウスを味方につけようと、両者はこぞってポンペイウスに接近した。ポンペイウスはヒルカノス2世の後ろ盾となりエルサレムを包囲、陥落させたが、その代償としてハスモン朝はサマリアや地中海沿岸部など多くの領域を失い、ユダヤは実質的にローマの属国となった。

## 背景
ハスモン朝ユダヤの女王であったサロメ・アレクサンドラが紀元前67年に死亡した後、彼女の二人の息子であった兄ヒルカノスと弟アリストブロスが王権を巡って争い、ユダヤは内戦に突入した。はじめ、大祭司であったヒルカノスが王位を継承したが、アリストブロスが起こした反乱によってヒルカノスは王位および大祭司職を追われた。ヒルカノスは友人であったイドマヤ人のアンティパトロスからナバテア王国のアレタス3世に助けを求めるよう助言を受け、領土割譲の約束と引き換えにアレタス3世より5万人の兵士の提供を受けることに成功した。彼らの合同軍は会戦でアリストブロスを破った後、エルサレムの神殿へと逃げ篭ったアリストブロスを包囲した。
一方、ポンペイウスは第三次ミトリダテス戦争を成功裡に終結させたのに引き続きセレウコス朝シリアを滅ぼしてシリア属州を設置し、紀元前64年から63年にかけての時期は新たな属州を統治することに時間を費やしていた。ポンペイウスによりダマスカスへと派遣されたレガトゥスのマルクス・アエミリウス・スカウルスは、支援を求めるヒルカノスとアリストブロスそれぞれの使者から接近を受けた。両者は同額の金銭の支払いを提示したが、資金力の裏付けを持ち要塞化された都市に立て篭もるアリストブロスと、資金力に乏しく脆弱なナバテア軍と共にあるヒルカノスを比較したスカウルスは、アリストブロスの側に着いてエルサレムの包囲を解くようアレタス3世に命じた。ナバテア軍がフィラデルフィア（現在のアンマン）方面へと撤退したので、アリストブロスはこれを追撃してパピュロンにおいてナバテア軍を破った。
紀元前63年にポンペイウス自身がダマスカスに到着すると、ヒルカノスとアリストブロスの両者は調停を求めてポンペイウスを訪ねた。ポンペイウスは決定を先送りにし、先にナバテアでの状況確認を行ってから結論を出すと両者に通知した。アリストブロスはポンペイウスの決定を待たずしてアレクサンドレイオンの要塞に篭るためにダマスカスを発った。これにポンペイウスは怒ってローマ軍をユダヤへと進軍させたが、それを見たアリストブロスは降伏してポンペイウスの元に出頭した。アリストブロスはポンペイウスに対してローマ軍のエルサレム入城と金銭の贈与を約束する代わりに自身の地位を安堵することを求めて赦免を受けることに成功したが、ポンペイウスの命を受けたアウルス・ガビニウスがローマ軍を率いてエルサレムを占領しようとするとアリストブロスの支持者はローマ軍のエルサレム入城を拒否した。約束を反故にされたポンペイウスはアリストブロスを捕らえ、エルサレムを攻囲するための準備を始めた。

## 攻囲戦
ポンペイウスはエルサレムに到着してその都市を見渡し、谷と城壁に囲まれた堅牢な神殿を前に征服の困難さを感じていた。ポンペイウスにとって幸いなことにヒルカノスはまだエルサレム内に支持者を持っており、エルサレム市民同士の間にも紛争があった。アリストブロスの支持者らが神殿の丘やダビデの町を含むエルサレム東部で篭城の準備をしている間に、ヒルカノスの支持者らはローマ軍をエルサレム内に入城させたため、ポンペイウスは王宮を含むエルサレムの上の町を掌握することができた。アリストブロス派は神殿の丘と上の町をつなぐトロペオンの谷にかかる橋を落として守りを固めた。ポンペイウスは彼らの降伏の機会を与えたが拒絶されたため、武力による包囲を遂行し始めた。ポンペイウスは神殿の周囲を取り囲む塁壁を建造して守りを固め、ヒルカノス派のエルサレム市民はローマ軍に協力した。ポンペイウスは神殿の北側に野営地を設営したが、そこから神殿へは橋が落とされているため急峻な坂道を通るしかなく、ハスモン・バリスとして知られている要塞と堀によって守りが固められていた。2つ目の野営地は神殿の南東に建てられた。
ローマ軍は神殿を守る堀に盛土を行い、作業の妨害から兵を守るためにバリスの隣と西側の2箇所にも塁壁を建設した。盛土が完成すると、ポンペイウスはティルスから投石器や破城槌などの攻城兵器を運んできて神殿への攻撃を開始した。3ヵ月後、ポンペイウスはようやくバリスの塔の一つを破壊することに成功し、神殿に入ることができた。初めに城壁を越えたのは、元独裁官の息子でポンペイウス軍の高官であったファウストゥス・コルネリウス・スッラだった。百人隊長のフリオスとファビオスが自身の隊を率いてスッラに続き、ローマ軍はすぐにユダヤ人の防衛を打ち負かした。
およそ12,000人のユダヤ人が殺害されたが、ローマ軍の死者はわずかであった。ポンペイウスおよびその部下たちは、大祭司のみが入る事を許されていたエルサレム神殿の至聖所に入った。ポンペイウスは少しの金も財宝も奪わず、翌日には神殿を清めさせて彼らの日々の儀式の再開を許可した。ポンペイウスはその後、凱旋パレードのためにアリストブロスを連れてローマへと帰還した。

## 戦後
このエルサレムの包囲と征服はハスモン朝にとって災難だった。ポンペイウスはヒルカノス2世を大祭司として復帰させたが王位は剥奪された。ユダヤは自治権は有していたものの、シリアのローマ総督への朝貢と従属が義務付けられ、実質的なローマの属国となった。また、ハスモン朝が領有していた地中海沿岸の平野部はシリア属州に組み込まれたため、ユダヤは地中海へのアクセスを失った。さらに、ユダヤとガリラヤの間に位置するサマリアの領有をも失ったため、ユダヤの領域は南北に二分されることになった。ガリラヤの南方に多数存在したヘレニズム都市群は、ローマより自治権を付与されてデカポリスを形成したガダラやスキトポリスなど一部の都市を残して大幅に衰退した。
戦後、ヒルカノス2世の大祭司としての権勢は名目だけのものとなり、実際にはイドマヤ人のアンティパトロスが裏から権力を振るった。ヒルカノス2世は紀元前57年に起こった一揆によって政治的地位を失うことになるが、その後もアンティパトロスは権力を保持し続けた。紀元前49年に起こったローマ内戦でユダヤはポンペイウスと敵対するガイウス・ユリウス・カエサルの側につき、それに感謝する形でカエサルは紀元前47年にアンティパトロスにローマ市民権と免税特権を与えた。カエサルはさらに、アンティパトロスにユダヤの統治権も与えようとしたが、アンティパトロスはこれを固辞して徴税長官に納まった。また、カエサルはポンペイオスによって奪われた領土の一部をユダヤへ再併合させ、ヒルカノス2世を属領の宗教的統治者（エスナルク）に任命してヒルカノス2世の政治的地位を一部回復させた。紀元前43年にアンティパトロスは暗殺されるが、彼の2人の息子であるファサエロスとヘロデはそれぞれエルサレムとガリラヤの知事となり、ヘロデは後にヘロデ朝ユダヤの王となった。